# Ari Ólafsson
Ari Ólafsson (Reikiavik; 21 de mayo de 1998) es un cantante islandés que representó a su país en el Festival de la Canción de Eurovisión 2018 con la canción «Our Choice». Ari participó en la primera semifinal que tuvo lugar el 8 de mayo, quedando en última posición (19) con 15 puntos.